# HD 93083 b
HD 93083 b ist ein Exoplanet, der den Hauptreihenstern HD 93083 alle 143,58 Tage umkreist. Auf Grund seiner hohen Masse wird angenommen, dass es sich um einen Gasplaneten handelt.

## Entdeckung
Der Planet wurde von Michel Mayor et al. im Jahr 2005 mit Hilfe der Radialgeschwindigkeitsmethode entdeckt.

## Umlauf und Masse
Der Planet umkreist seinen Stern in einer Entfernung von etwa 0,477 astronomischen Einheiten und hat eine Masse von rund 117 Erdmassen oder 0,368 Jupitermassen.